# تاکی‌کاردی سینوسی
تاکی کاردی سینوسی (به انگلیسی: sinus tachycardia)

## تعریف
ضربان قلب سریعتر از ۱۰۰ بار در دقیقه که منشاء آن از گره سینوسی باشد یعنی ریتم طبیعی ولی تندتر است.

## علل
- تب شدید
- اضطراب
- ورزش
- پرکاری تیرویید
- کم خونی شدید
- هیپوکسی